# Annulocibicides
Annulocibicides es un género de foraminífero bentónico de la subfamilia Annulocibicidinae, de la familia Cibicididae, de la superfamilia Planorbulinoidea, del suborden Rotaliina y del orden Rotaliida. Su especie tipo es Annulocibicides projectus. Su rango cronoestratigráfico abarca el Mioceno inferior.

## Clasificación
Annulocibicides incluye a las siguientes especies:
- Annulocibicides gymnesicus †
- Annulocibicides projectus †

Otra especie considerada en Annulocibicides es:
- Annulocibicides pacificus †, de posición genérica incierta